# Corneli Sul·la (fill de Sul·la)
Corneli Sul·la (en llatí Cornelius Sulla) va ser un magistrat romà. Era fill del dictador Sul·la i de Cecília Metel·la, la quarta esposa del seu pare. Va morir durant la vida del dictador o sigui abans de l'any 76 aC. No se sap el seu nom, encara que és probable que fos Luci, ja que el seu germà es va dir Faust i el germà gran solia portar el nom patern. El mencionen Sèneca i Plutarc.